# سپس هیچ‌کدام باقی نماندند
سپس هیچ‌کدام باقی نماندند (به انگلیسی: And Then, There Were None) که توسط انتشارات داد میند اند کمپانی در آمریکا با این نام و توسط انتشارات کولینز کرام کلوب با نام اصلی یعنی ده کاکاسیاه کوچک به چاپ رسید، نام یک کتاب جنایی معمایی نوشته‌شده توسط آگاتا کریستی، نویسندهٔ اهل انگلستان معروف به ملکهٔ جنایت است. این کتاب یکی از آثار مشهور ادبی جهان است و تأثیر بسیاری بر ادبیات جهان و رمان داشته و به گفتهٔ آگاتا کریستی، بینظیر و بهترین اثری است که خلق کرده‌است و در نوع خود یک شاهکار در ادبیات داستانی به حساب می‌آید. پایهٔ کتاب بر اساس شعر و داستانی کودکانه به نام ده کاکاسیاه کوچک (به انگلیسی: Ten Little Niggers) است؛ لذا در بعضی از انتشارات، کتاب به این نام نیز چاپ شده‌است. در ایران، انشارات هرمس در مجموعه کتاب‌های کارآگاه این کتاب را با نام ده بچه‌زنگی منتشر کرد.
آگاتا کریستی دربارهٔ این رمان می‌گوید: «این رمان، نیازمند راه‌وروشی دشوار و برای من بسیار چالش‌برانگیز بود. من از نوشتن آن بسیار لذت بردم و امیدوارم این رمان بتواند رضایت سخت‌گیرترین خوانندگان را جلب کند.»

## خلاصه داستان
ده نفر، هفت مرد و سه زن، توسط افرادی به ظاهر مختلف دعوت می‌شوند که تعطیلات خود را در جزیره‌ای دورافتاده به نام «جزیرهٔ زنگی» (به انگلیسی: Nigger Island) بگذرانند. بعضی از آن‌ها قبلاً همدیگر را سر موضوعی می‌شناخته‌اند؛ ولی بیشترشان قبل از رفتن به جزیره هیچ‌گاه یکدیگر را ندیده بوده‌اند. این ده نفر هر کدام به گونه‌ای در گذشتهٔ خود باعث قتل یک فرد شده‌اند. پس از گذشت مدتی در جزیره، آن‌ها متوجه می‌شوند که همه از سوی یک فرد به آن جا دعوت شده‌اند. فردی که با این که در جزیره نیست از راز همهٔ آن‌ها آگاه است؛ و اوضاع مغشوش می‌شود؛ وقتی که این فرد شروع به قتل رساندن تک‌تک آن‌ها به روشی عجیب می‌کند. او قربانیان خود را با اقتباس از یک شعر کودکانه به نام ده کاکاسیاه کوچک به قتل می‌رساند.
این شعر به این صورت است：
ده کاکاسیاه کوچک رفتند شام بخورند،
یکی خود را خفه کرد و سپس نه تا باقی ماندند.
نه کاکاسیاه کوچک تا دیروقت نشستند،
یکی به خواب رفت و سپس هشت تا باقی ماندند.
هشت کاکاسیاه کوچک به دِوُن رفتند،
یکی گفت همین‌جا می‌مانم و سپس هفت تا باقی ماندند.
هفت کاکاسیاه کوچک هیزم می‌شکستند،
یکی خود را تکه‌تکه کرد و سپس شش تا باقی ماندند.
شش کاکاسیاه کوچک با کندو بازی می‌کردند،
یکی را زنبور نیش زد و سپس پنج تا باقی ماندند.
پنج کاکاسیاه کوچک به دادگاه رفتند،
یکی قاضی شد و سپس چهار تا باقی ماندند.
چهار کاکاسیاه کوچک به دریا رفتند،
یکی را ماهی قرمز بلعید و سپس سه تا باقی ماندند.
سه کاکاسیاه کوچک به باغ وحش رفتند،
یکی را خرس بزرگی بغل کرد و سپس دو تا باقی ماندند.
دو کاکاسیاه کوچک در آفتاب نشتند،
یکی سوخاری شد و سپس یکی باقی ماند.
یک کاکاسیاه کوچک تنها ماند،
او رفت و خود را دار زد و سپس هیچ‌کدام باقی نماندند.
هر کدام از این ده نفر بر اساس این شعر کودکانه با همان روش به‌طور عجیب به قتل می‌رسیدند و در پایان هیچ‌کس در جزیره باقی نمی‌ماند. ایده این کتاب جالب توجه است، یک فرد ناشناس، ده نفر را که از عدالت فرار کردند به جزیره دعوت می‌کند و سرانجام عدالت را در مورد آن‌ها اجرا می‌کند.

## شخصیت‌ها
- ورا کِلِیتورن:پرستار بچه و منشی جدید خانم اوون. متهم به قتل پسری که وی پرستارش بود. او آخرین قربانی بود و خود را دار زد.
- فیلیپ لامبارد:یک مزدور که با دزدین غذای یک قبیله در آفریقا، باعث مرگ ۲۱ نفر از آنان شد. او نهمین قربانی بود. ورا حدس زد که او قاتل است و با اسلحه، او را کشت.
- ویلیام بِلور:یک گروهبان پلیس. او با شهادت دروغ باعث مرگ یک مرد بی گناه شد. او هشتمین قربانی بود و یک ساعت به شکل خرس، روی او افتاد.
- ادوارد آرمسترانگ:یک پزشک سرشناس. وی پس از مَست شدن، خانمی را عمل کرد و سبب مرگ او شد. وی هفتمین قربانی بود و از صخره به دریا پرت شده و غرق شد.
- لارنس وارگراو:یک قاضی. وی باعث اعدام یک مرد بی گناه شد. او ششمین قربانی بود و توسط اسلحه کشته شد.
- امیلی برنت:یک خانه‌دار پیر و مجرد. او با رها کردن خدمتکارش در هنگام بارداری، باعث خودکشی او شد. امیلی پنجمین قربانی بود و با تزریق شدن سیانور، کشته شد.
- تامس راجِرز:خدمتکار. او سبب مرگ کارفرمای سابق خویش شد. او چهارمین قربانی بود و با تبر کشته شد.
- جان مک آرتور:یک ژنرال معروف در جنگ جهانی اول. یکی از زیردستان او با همسر ژنرال رابطه داشت و مک آرتور، آن زیردست را به مأموریتی مرگ بار فرستاد. او سومین قربانی بود و با اصابت یک باطوم به سرش، کشته شد.
- اِتِل راجِرز:آشپز و همسر تامس راجرز. او به واسطه ترس از شوهرش در قتل کارفرمای قبلی نقش داشت. او دومین قربانی بود و پس از نوشیدن قهوه حاوی سم، در خواب درگذشت.
- آنتونی مارستون:وی با رانندگی خطرناک، باعث مرگ دو بچه شد. او اولین قربانی بود و با نوشین ماءالشعیر حاوی سم، کشته شد.
- آیزاک موریس:مالک جزیره و وکیل. او در گذشته مواد فروش بود و باعث خودکشی یک دختر جوان شده بود. او تنها قربانی ای بود که خارج از جزیره، با خوردن قرص سمی، کشته شد.
- فِرِد ناراکوت:ملوان. او قربانیان را با قایقش به جزیره برد.